# コクテンフグ
コクテンフグ Arothron nigropunctatus（黒点河豚、英: Blackspotted puffer）は、フグ目フグ科に属する魚類。

## 分布・生息域
太平洋やインド洋のサンゴ礁で見られる。

## 形態・生態
最大で全長33cmになる。
アザラシや犬に似た丸い顔を持ち、ドッグフェイスパファーとも呼ばれ、水族館では戌年にちなんで展示されることもある。色は様々だが、一般的には青色である。体表に黒点を持っていることで他から区別される。海藻、サンゴ、海綿、尾索動物、甲殻類、軟体動物等を食べる。潜在的な敵を遠ざけるために、空気や水を吸い込んで自身の体を膨らませることがある。

## 他の生物とのかかわり
他の多くのフグと同様に、コクテンフグも強い毒を持ち、食べると死に至ることもある。
ヒト以外の動物による誤食の例としては、2015年、名古屋港水族館で飼育されていた大型のエイ・シノノメサカタザメが近くにいたコクテンフグを飲み込んでしまい、後に吐き出したことが挙げられる。